# Miguel Cajaraville
Miguel de los Santos Cajaraville (n. Buenos Aires, 5 de julio de 1794 - † ídem, 12 de diciembre de 1852) fue un militar argentino que participó en la guerra de independencia. Con dicho Ejército llegó a alcanzar el grado de teniente coronel. Posteriormente participó en las guerras civiles argentinas.

## Biografía
Nació en Buenos Aires a fines del siglo XVIII. Era hijo de padre español y madre criolla.
Tenía 15 años cuando sucedieron los hechos de la semana de mayo de 1810, y él fue uno de los que apoyó ese movimiento.
El 5 de abril de 1813, se incorporó al Regimiento de Granaderos a Caballo en la llamada Pampita del Retiro, allí comenzaría su carrera militar.
Participó en el Combate de San Lorenzo, y fue enviado con las fuerzas de Alvear al sitio y rendición de Montevideo, y participó en los comienzos de la guerra civil en la Banda Oriental. Posteriormente fue ascendido a alférez  e incorporado al Ejército del Alto Perú.
En 1815, con sólo veintiún años participó con el grado de capitán en el combate de Sipe-Sipe, en el que fue seriamente herido.

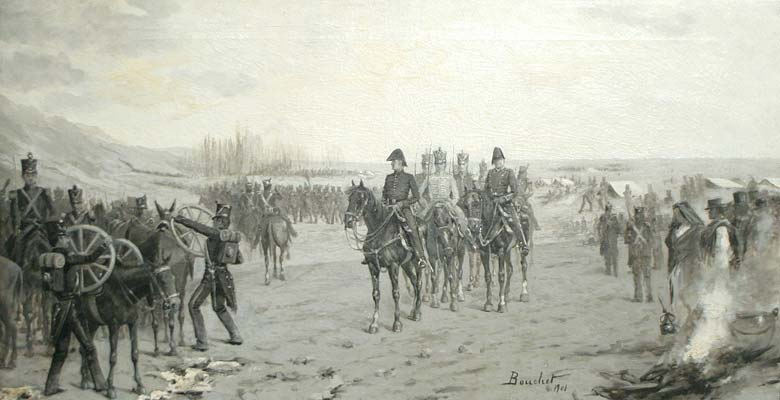
Ejército de los Andes durante el Cruce de la cordillera.

Dos años después fue incorporado en el Ejército de los Andes, con el que cruzó los Andes, para después pelear en la batalla de Chacabuco, Curapaligüe, Gavilán, Talcahuano y Cancha Rayada. Durante la retirada después de la derrota, al divisar un batallón realista, tomó el frente lanzándose como ráfaga sobre el enemigo derrotándolo cruenta y violentamente en el combate de Requínoa. El Ejército descubrió con este hecho sus condiciones de mando y, hasta el mismo general San Martín, le expresó su gratitud.
Participó en la batalla de Maipú, tras la cual fue ascendido al grado de teniente coronel y formó parte de las fuerzas encargadas de la persecución de los vencidos que escapaban hacia el sur de Chile. Tuvo destacada participación en la Segunda campaña al sur de Chile. A fines de la década, formó en una campaña contra los indígenas araucanos, durante la cual fue nuevamente herido.
Luego de esta misión se retiró del ejército para lograr curarse de una enfermedad que había contraído el campo de batalla. Primero se atendió en Mendoza, convalecencia que se vio obligado a interrumpir para participar en la batalla de Punta del Médano contra los montoneros de Carrera.
Posteriormente, a partir de 1821, continuó su tratamiento en Buenos Aires, donde se hizo cargo de la estancia La Magdalena. En 1823, repuesto de sus heridas y enfermedades, se incorporó a las milicias provinciales como comandante militar de Chascomús. Participó en las campañas de Martín Rodríguez al sur de la provincia de Buenos Aires.
Apoyó la revolución de Juan Lavalle de diciembre de 1828, y fue uno de los jefes de las operaciones contra los caudillejos federales del sur de la provincia, bajo el mando de Federico Rauch. Tras la derrota de Vizcacheras, se encerró con Lavalle en Buenos Aires, participando en la defensa de la ciudad frente al sitio de la misma por las tropas de Rosas.
Con la caída de Lavalle, se exilió a la Banda Oriental. Ahí el general Pacheco lo persuadió a hacerse cargo de la comandancia militar del departamento de Soriano, en Uruguay. Aunque la comandancia dependía de Rosas, Cajaraville no fue su aliado ni fue partícipe de las disputas políticas de entonces.
En 1844, a los 50 años de edad, regresó a su casa paterna, cerca del Río de la Plata.
Luego de la batalla de Caseros, en febrero de 1852, debió refugiarse en Montevideo; pero volvió al poco tiempo para pasar sus últimos días en su terruño. 
El historiador Hudson, que conoció a Cajaraville, escribió: "Cajaraville era de regular estatura, delgado, de continente marcial, su mirada penetrante, dominadora al frente de sus soldados en una carga, su mostacho largo, negro y bien poblado, afeitado en lo demás de la barba, dábale un aspecto aún más militar, nadie, ningún oficial a nuestro parecer a caballo o a pie, llevaba mejor que él, las botas granaderas, por su gallardía, se hacía notable en el ejército".
En la ciudad de Rosario, Provincia de Santa Fe, hay una calle que lo recuerda: "Pasaje Cajaraville".
1. 1 2 3  «CAJARAVILLE MIGUEL TENIENTE CORONEL (1794-1852)». Consultado el 20 de marzo de 2009.
2. ↑  Canido Borges, Jorge Oscar, Buenos Aires, esa desconocida; sus calles, plazas y monumentos, Ed. Corregidor, Bs. As., 2003. ISBN 950-05-1493-1
3. ↑  Ruiz Moreno, Isidoro J., Campañas militares argentinas, Tomo I, Ed. Emecé, Bs. As., 2004. ISBN 950-04-2675-7
4. ↑  Yaben, Jacinto. Biografías Argentinas y Sudamericanas. p. 157.